# 吉岡直哉
吉岡 直哉（よしおか なおや、1991年12月23日 - ）は、京都府出身のプロロードレース選手。

## 来歴
高校2年生から本格的に自転車競技を始める。京都産業大学在学中の2012年には、全日本学生選手権クリテリウムで優勝した。
2014年にチームユーラシアに所属し、ベルギーを拠点に活動。翌2015年に那須ブラーゼンへ移籍し、プロデビューを果たした。
2017年、Jプロツアーの宇都宮ロードレースで優勝。
2018年から2022年までTeamUKYOに所属。2019年には落車で複数箇所を骨折する大怪我を負ったが、その後復帰を果たした。
2023年はさいたま那須サンブレイブ、2024年はさいたま佐渡サンブレイブに所属した。2024年のチャレンジサイクルロードレースでは、2017年以来7年ぶりとなる優勝を飾った。
2025年シーズンからは、古巣であるチームユーラシア-iRCタイヤに所属する。

## 主な成績
2012年
- 全日本学生選手権クリテリウム 優勝

2016年
- ツール・ド・北海道 総合6位

2017年
- Jプロツアー 宇都宮ロードレース 優勝
- ツール・ド・おきなわ 5位

2018年
- スリランカTカップ 総合5位

2019年
- ツアー・オブ・タイランド 総合6位
- ツール・ド・フィリピナス 総合8位

2024年
- チャレンジサイクルロードレース 優勝